# Graptartia
Graptartia is een geslacht van spinnen uit de familie van de loopspinnen (Corinnidae).

## Soorten
- Graptartia granulosa Simon, 1896
- Graptartia mutillica Haddad, 2004
- Graptartia scabra (Simon, 1878)